# David Neville (Eishockeyspieler)
David John Neville (* 2. Mai 1908 in Hamilton, Ontario; † 14. Oktober 1991) war ein kanadischer Eishockeyspieler.  

## Karriere
David Neville begann seine Karriere als Eishockeyspieler 1929 in seiner Heimatstadt bei den Hamilton Pats. In der Saison 1931/32 absolvierte er drei Spiele für die Arnprior Greenshirts, ehe er zum Montreal Hockey Club aus der Montreal Amateur Athletic Association wechselte. Als die Mannschaft 1932 ihren Namen in Montreal Royals änderte und ein Jahr später in die Quebec Senior Hockey League wechselte, blieb er im Club. Als Gastspieler vertrat er Kanada mit den Port Arthur Bearcats bei den Olympischen Winterspielen 1936. Anschließend blieb er noch von 1936 bis 1938 bei den Montreal Royals, ehe er in der Saison 1938/39 für die Toronto Goodyears antrat. Anschließend beendete er seine Eishockey-Karriere.

### International
Für Kanada nahm Neville an den Olympischen Winterspielen 1936 in Garmisch-Partenkirchen teil, bei denen er mit seiner Mannschaft die Silbermedaille gewann. 

## Erfolge und Auszeichnungen
- 1936 Silbermedaille bei den Olympischen Winterspielen